# Aeroportul La Macarena
Aeroportul La Macarena (IATA: LMC, ICAO: SKNA) este un aeroport din Departamento del Meta⁠(d), Columbia ce deservește zona La Macarena⁠(d). Aeroportul a fost tranzitat în 2022 de 29.630 de pasageri. A fost numit după zona deservită.
Situat la o altitudine de 410 m, aeroportul dispune de o singură pistă. Este operat de Aeronaútica Civil de Colombia⁠(d).